# Setenta y tres
El setenta y tres (73) es el número natural que sigue al setenta y dos y precede al setenta y cuatro. Tiene 12 letras en total.

## Propiedades matemáticas
- El 73 es el 21.er número primo, leído al revés es el 37 que es el 12.º número primo que leído al revés es 21 que es el resultado de multiplicar 7 × 3 (es decir su producto); y en sistema binario 73 es 1001001, un numeral capicúa, que posee siete (7) cifras de las cuales tres (3) son unos. En sistema octal 73 es 111 el cual es un capicúa.
- Suma de potencias de dos {\displaystyle 2^{6}+2^{3}+2^{0}=73},equivalente a su representación en octal ( {\displaystyle 8^{2}=2^{(3*2)}=2^{6}} )
- Suma de potencias de 8, {\displaystyle 1*(8^{2})+1*(8^{1})+1*(8^{0})=73}, hecho que permite escribir en el sistema octal, como 111 (los multiplicadores de cada potencia determinan los dígitos que compondrán el número y cada exponente, indica el lugar dónde se coloca cada número, poniendo el de exponente 0 más a la derecha y, cada exponente de potencia inmediatamente superior, más a la izquierda).
- Como suma de cuadrados {\displaystyle 8^{2}+3^{2}=73};  norma de  número complejo ( entero gaussiano)
- Como cabe la descomposición  {\displaystyle (8+3i)\times (8-3i)=73}, por lo que no es primo en el anillo de los enteros gaussianos.
- Diferencia de cuadrados: {\displaystyle 37^{2}-36^{2}=73}
- Es un número primo pitagórico.

1*

## Características
- El 73 es el número atómico del tantalio, un lantánido.
- Algunos lo conocen como el número primo de Sheldon por la aparición del mismo en el episodio 10 de la 4ª temporada de la serie The Big Bang Theory titulado "La hipótesis del parásito alienígena" en el cual se mencionan muchas de sus propiedades matemáticas.
- Se suele usar para en la radio afición el código "73" para una despedida de una comunicación.

- Datos: Q713122
- Multimedia: 73 (number) / Q713122